# 若原智哉
若原 智哉（わかはら ともや、1999年12月28日 - ）は、滋賀県草津市出身のプロサッカー選手。Jリーグ・ジェフユナイテッド千葉所属。ポジションはゴールキーパー（GK）。

## 来歴

### プロ入り前
京都サンガF.C.のアカデミーの出身。2013年にU-15日本代表候補に選出され、2015年にU-16日本代表およびU-18日本代表に選出された。また、2016年および2017年は京都のトップチームに2種登録された。2017年11月10日、京都のトップチームに昇格することが発表された。同年11月のAFC U-19選手権2018予選1試合に出場した。

### 京都サンガF.C.
2018年、京都サンガF.C.に入団。5月12日の徳島ヴォルティス戦でプロ初出場を果たした。8月29日、18日に行われた第29節のレノファ山口FC戦でプロA契約を締結した。
2019シーズンは加藤順大と清水圭介に次ぐ3番手だったが、2020シーズンは開幕からゴールを守りレギュラーに定着。シーズン中盤で清水にポジションを奪われたが、最終的にはポジションを奪い返して27試合に出場した。
2022シーズンより、背番号を1に変更。同年の開幕戦は、徳島ヴォルティスから加入した上福元直人が先発に抜擢されたため、開幕スタメンを逃した。J1リーグ第3節ジュビロ磐田戦では、上福元が一発退場を受けて、前半45分から出場を果たすも、自身出場後に3失点を許してチームは敗れた。その後の第15節横浜F・マリノス戦では、前半だけで7本のセーブを記録するなどと好調ぶりを見せた試合もあったが、レギュラー定着にまでは至らず、シーズン通して4試合の出場にとどまった。
上福元の移籍した2023シーズンは、開幕スタメンを奪取。以降もレギュラーとして出場を続けるも、ルヴァンカップ第6節FC東京戦にて負傷退場。以降は太田岳志や新加入のク・ソンユンにポジションを奪われ、同シーズンのリーグ戦出場は14試合にとどまった。

### V・ファーレン長崎
2023年12月25日、V・ファーレン長崎へ期限付き移籍することが発表された。シーズン序盤は原田岳の控えにとどまるも、夏以降にポジションを奪取すると、チームの3位進出に貢献。しかしJ1昇格プレーオフではベガルタ仙台に敗れ、惜しくも昇格を逃した。

### ジェフユナイテッド千葉
2024年12月29日、ジェフユナイテッド千葉への完全移籍を発表。
2025年1月16日、沖縄キャンプ中に負傷。右膝外側半月板損傷で手術を受け、全治約5ヶ月の診断を受けた。

## 所属クラブ
- 矢倉FC（草津市立矢倉小学校）
- 京都サンガF.C.U-15（草津市立高穂中学校）
- 京都サンガF.C.U-18（立命館宇治高等学校）
  - 2016年 - 2017年 京都サンガF.C. (2種登録選手)
- 2018年 - 2024年 京都サンガF.C.
  - 2024年 V・ファーレン長崎 (期限付き移籍)
- 2025年 - ジェフユナイテッド千葉

## 個人成績
| 国内大会個人成績 | 国内大会個人成績 | 国内大会個人成績 | 国内大会個人成績 | 国内大会個人成績 | 国内大会個人成績 | 国内大会個人成績 | 国内大会個人成績 | 国内大会個人成績 | 国内大会個人成績 | 国内大会個人成績 | 国内大会個人成績 |
| 年度             | クラブ           | 背番号           | リーグ           | リーグ戦         | リーグ戦         | リーグ杯         | リーグ杯         | オープン杯       | オープン杯       | 期間通算         | 期間通算         |
| 年度             | クラブ           | 背番号           | リーグ           | 出場             | 得点             | 出場             | 得点             | 出場             | 得点             | 出場             | 得点             |
| 日本             | 日本             | 日本             | 日本             | リーグ戦         | リーグ戦         | リーグ杯         | リーグ杯         | 天皇杯           | 天皇杯           | 期間通算         | 期間通算         |
| ---------------- | ---------------- | ---------------- | ---------------- | ---------------- | ---------------- | ---------------- | ---------------- | ---------------- | ---------------- | ---------------- | ---------------- |
| 2018             | 京都             | 34               | J2               | 12               | 0                | -                | -                | 0                | 0                | 12               | 0                |
| 2019             | 京都             | 34               | J2               | 1                | 0                | -                | -                | 0                | 0                | 1                | 0                |
| 2020             | 京都             | 34               | J2               | 27               | 0                | -                | -                | -                | -                | 27               | 0                |
| 2021             | 京都             | 34               | J2               | 33               | 0                | -                | -                | 0                | 0                | 33               | 0                |
| 2022             | 京都             | 1                | J1               | 4                | 0                | 3                | 0                | 0                | 0                | 7                | 0                |
| 2023             | 京都             | 1                | J1               | 14               | 0                | 1                | 0                | 0                | 0                | 15               | 0                |
| 2024             | 長崎             | 21               | J2               | 16               | 0                | 4                | 0                | 0                | 0                | 20               | 0                |
| 2025             | 千葉             | 35               | J2               |                  |                  |                  |                  |                  |                  |                  |                  |
| 通算             | 日本             | 日本             | J1               | 18               | 0                | 4                | 0                | 0                | 0                | 22               | 0                |
| 通算             | 日本             | 日本             | J2               | 89               | 0                | 4                | 0                | 0                | 0                | 93               | 0                |
| 総通算           | 総通算           | 総通算           | 総通算           | 107              | 0                | 8                | 0                | 0                | 0                | 115              | 0                |

- 2種登録選手としての試合出場は無し

その他の公式戦
- 2024年
  - J1昇格プレーオフ 1試合0得点

- Jリーグ初出場 - 2018年5月12日 J2第14節 徳島ヴォルティス戦（鳴門大塚）

## 代表歴
- U-15日本代表
  - バル・ド・マルヌ U-16国際親善トーナメント（2014年）
- U-16日本代表
  - 平和祈念広島国際ユースサッカー（2015年）
- U-17日本代表
  - 国際ユースサッカーin新潟（2016年）
- U-18日本代表
  - コパ・デル・アトランティコ（2017年）
  - U18リスボン国際トーナメント（2017年）
  - SBSカップ 国際ユースサッカー（2017年）
  - U-19フォーネイションズ（2017年）
  - AFC U-19選手権・予選（2017年）
- U-19日本代表
  - SBSカップ 国際ユースサッカー（2016年）
  - AFC U-19選手権（2016年、2018年）
  - インドネシア遠征（2018年）
  - ロシア遠征（2018年）
  - メキシコ遠征（2018年）
- U-20日本代表
  - FIFA U-20ワールドカップ（2019年）